# Mathieu Boots
Mathieu Boots est un footballeur néerlandais né le 23 juin 1975. Il évoluait au poste de défenseur central.